# Pilsbryspira flucki
Pilsbryspira flucki is een slakkensoort uit de familie van de Pseudomelatomidae. De wetenschappelijke naam van de soort is voor het eerst geldig gepubliceerd in 1913 door Brown & Pilsbry.